# Mariner 7
Mariner 7 je svemirska letjelica iz programa Mariner. Zajedno s Marinerom 6 kompletirao je prvu dvojnu misiju na Mars 1969. Mariner 7 je lansiran s Lansirnog Kompleksa 36A na Cape Canaveralu 27. ožujka 1969., mjesec dana nakon Marinera 6. 
Istovjetan Marineru 6, NASA-in Mariner 7 imao je sličnu misiju preleta pokraj Marsa. Nakon što je Mariner 6 vratio fotografije Marsove južne polarne kape, kontrolori su reprogramirali Marinerov kontrolni sustav kako bi povećao broj skeniranja južnog pola s 25 na 33.

## Prelet kraj Marsa
30. srpnja 1969., samo 7 sati prije nego što je njegov blizanac trebao preletjeti pokraj Marsa, stanica za praćenje dubokog svemira u Johannesburgu u Južnoj Africi izgubila je kontakt s antenom Marinera 7. Jedna od dvije stanice u Madridu, prekinula je svoju zadaću praćenja Pioneera 8 i pridružila se potrazi za Marinerom 7.
Srećom, Pioneerova stanica u Goldstoneu pokupila je slabe signale iz svemirskog broda. Kontroleri su poslali naredbe Marineru 7 za prelazak na antenu s malim dobicima koja je nakon toga dobro radila. Kontrolori misije nagađali su da je svemirska letjelica izgubila stabilan položaj kada ju je udario mikrometeoroid. Kasnije su se špekulacije usredotočile na to je li baterija od srebra i cinka na brodu eksplodirala i odzračila elektrolite kako bi djelovala poput potiska. Bez obzira na uzrok, izgubljeno je 15 telemetrijskih kanala. Unatoč problemima s kalibracijom pozicije, Mariner 7 zabilježio je 93 slike Marsa iz daleka i 33 tijekom susreta, na kojima je prikazan jako krateriran teren vrlo sličan na snimkama Marinera 6.
Najbliži prilaz Marsu bio je u 05:00:49 UT 5. kolovoza 1969. na udaljenosti od 3.430 kilometara. Usprkos visokoj rezoluciji od 300 metara, Mariner 7 ustanovio je da je središte regije Hellas lišeno kratera. Mariner 7 pronašao je tlak od 3,5 milibara i temperaturu od -67,8 °C) na 59° J i 28° I u regiji Hellespontus, što sugerira da je ovo područje povišeno oko 6 kilometara iznad prosječnog terena. Analiza poslije leta pokazala je da su najmanje tri fotografije Marinera 7 uključuju Fobos. Iako površinske značajke nisu bile vidljive, slike su jasno pokazale da je mjesec nepravilnog oblika.
Mariner 7 ušao je u heliocentričnu orbitu (1,11 × 1,70 AJ), a NASA je nastavila primati podatke sa svemirske letjelice sve do sredine 1971.

## Vanjske poveznice
Slike Marinera 6 i 7